# Concerto pastoral
Le Concerto pastoral (ou Concierto Pastoral) est un concerto pour flûte et orchestre écrit par Joaquín Rodrigo en 1978.
Il s'agit d'une commande du flûtiste James Galway. Ce dernier rencontre pour la première fois le compositeur en 1974 pour lui demander l'autorisation de faire une transcription pour flûte de sa Fantaisie pour un gentilhomme.
C'est une œuvre de maturité, écrite près de 40 ans après son célèbre Concerto d'Aranjuez et particulièrement virtuose pour le soliste, faisant la part belle aux vents dans l'orchestre.
La première eut lieu le 17 octobre 1978 à Londres, par l'orchestre Philharmonia sous la direction d'Eduardo Mata avec le dédicataire comme soliste.
L'œuvre comporte trois mouvements et son exécution demande environ un peu plus de 20 minutes. Le second mouvement, de par son caractère bucolique, a donné son titre au concerto pastoral :
- Allegro
- Adagio
- Rondo (allegro)